# Растко Јевтовић
Растко Јевтовић (Београд, 18. август 1968) српски је писац, редитељ, музичар и професор српског језика и књижевности у Петој београдској гимназији.

## Професија и стваралаштво
Син је Владимира, познатог глумца и драмског педагога, и Татјане, ликовне уметнице. Растко има браћу Ивана и Јакова, који су познати српски глумци.
Студирао је на Филолошком факултету, где је 1995. године дипломирао компаративну књижевност и 2013. године стекао звање магистар лингвистике. Био је запослен као професор српског језика и књижевности од 1995. године у Првој београдској, а од 1998. године предаје у Петој београдској гимназији. Од 1998. године води драмску секцију Пете београдске гимназије. Организовао је 8. децембра 2000. године први Ленондан и први Десанкин дан 16. маја 2002. године у Петој београдској гимназији. Са групом колега из Пете београдске гимназије покренуо прву средњошколску гитаријаду-Rock 5 roll fest 2017. године.
Члан је Удружења књижевника Србије од 2004. године. Добитник бројних признања за књижевни, културно-пропагандни и педагошки рад.
Ожењен је и има двоје деце.

### Остала ангажовања
- Један је од оснивача Сцене православне омладине при Верском добротворном старатељству Патријаршије СПЦ,
- Од маја 2001. до новембра 2002. био је члан Управног одбора Друштва пријатеља Ђурђевих Ступова у Расу,
- Од 2017. године, обновитељ Чешког позоришта при Чешкој беседи Београд,
- Организатор књижевних програма у Кући Ђуре Јакшића, Верском добротворном старатељству, на Филолошком факултету (3. мај 2001. — 11. новембар 2001), Установи културе „Палилула” (сада Центру за културу "Влада Дивљан"), где је и оснивач Савета за књижевност, Библиотеци „Милутин Бојић”,
- Био је један од писаца стандарда за српски језик и књижевност за средњу школу у Тиму за српски језик и књижевност Завода за вредновање (у периоду од јануара 2011. до децембра 2013),
- Један од чланова Комисије за заштиту културних добара Градског секретаријата за културу (у периоду од фебруара 2014. до децембра 2015),
- Покретач је иницијативе Сајма кућних библиотека,
- кроз сарадњу са Позориштем лектира „Др Владимир Јевтовић” стекао титулу стручног модератора.

## Књижевност
- Сабрано збирка песама, „Пирг” Београд, 1997.
- Сабор у Расу, збирка песама, Књижевно друштво „Свети Сава” Београд, 1998.
- Заменице, драмске приче, самостално издање, 2001.
- Ко једе орахе, кратки роман, „Либер” Београд, 2010.
- Тајна кућа, роман, самостално издање, 2014.[3]
- Свудописи, збирка путописних прича - на сајту „Стање ствари”, 2018.[4]
- Нови ред, роман - на сајту Библиотеке „Милутин Бојић”, 2020.
- Својост-Три професорке, драма, Зборник радова са Осме међународне конференције Факултета за стране језике одржане 24. и 25. маја 2019/ Факултет за стране језике БК Универзитет, Београд, 2020.
- Роман Полиноми, роман, Скрипта Интернационал, Београд 2020.
- Потпуни прелом, роман, Удружење наставника „Доситеј Обрадовић”, 2021.
- , роман, ИП Пресинг, 2024.[5]

Аутор је педесетак новинских текстова и приказа књига у дневној штампи и стручним часописима.

## Позоришни рад
Предводи најактивнију средњошколску драмску секцију Београда и има у својој каријери реализовану 21 школску, аматерску и професионалну представу.
Један је од оснивача Сцене православне омладине при Верском добротворном старатељству и био је од 1997. до 2015. године сарадник Позоришта „Краљ Давид” Јеврејске општине Београд.
Режирао је следеће представе:
- „Идеална тв ноћ“ – по сопственом тексту, 1995. у Првој београдској гимназији са тамошњом драмском секцијом;
- „Чекајући Годоа“, 1996. у Првој београдској гимназији са тамошњом драмском секцијом;
- „Ожалошћена породица“, 1997. у Првој београдској гимназији са тамошњом драмском секцијом;
- „Београд, Богородичин град“, 1998. при Светосавској омладинској заједници са члановима новоформиране драмске групе;
- „Смрт и живот Александра Пушкина“ по тексту Наталије Живковић, 1998. у Петој београдској гимназији са тамошњом драмском секцијом;
- „Косовски бој“ по тексту Ружице Цветић, 1999. при Сцени православне омладине Верског добротворног старатељства, у Патријаршији СПЦ са члановима тамошње драмске групе;
- „Дивне неке девојке“ по тексту Јоване Попић, 2000. у Петој београдској гимназији са тамошњом драмском секцијом;
- „Заменице“ – по сопственом тексту, 2001. у Петој београдској гимназији са тамошњом драмском секцијом;
- „Камен го“ – по сопственом тексту, 2001. са „Ад хок театром“ у Центру за културу „Стари град“ са члановима ове алтернативне драмске групе;
- „Тајна школа“ – по тексту Игора Тотића, 2004. у Петој београдској гимназији са тамошњом драмском секцијом;
- „Пета београдска гимназија“ – по сопственом тексту, 2005. у Петој београдској гимназији са тамошњом драмском секцијом;
- „Земља недођија“ по тексту Владике Николаја Велимировића, 2007. при Сцени православне омладине Српске православне цркве са члановима ове драмске групе;
- „Христос у руским тамницама“ по истоименој аутобиографији Оца Спиридона Кијевског, 2009. заједно са браћом Иваном и Јаковом Јевтовићем;
- „Код њих и код нас“ – по сопственом тексту, 2010. у Петој београдској гимназији са тамошњом драмском секцијом;
- „Ван мрежа“ – по сопственом тексту, 2012. у основној школи „Деспот Стефан Лазаревић“ и у Петој београдској гимназији са члановима основношколске драмске групе и драмском секцијом Пете;
- „Монах из Свете горе“ по тексту Микија Де Део Михаиловића, 2013. у Петој београдској гимназији са тамошњом драмском секцијом;
- „Сироти мали хрчци“/„Јадни они ђаци“, по текстовима Гордана Михића и Ђорђа Јевтовића, 2014. у Петој београдској гимназији са члановима основношколске драмске групе и тамошњом драмском секцијом;
- „Славни Београд одбрана и пад“, аутор текста, режирао је глумац Иван Јевтовић, 2015. у Петој београдској гимназији са тамошњом драмском секцијом и члановима "Театра Пет";
- „Школаут“ са Аном Продановић из ЕТШ "Раде Кончар", Драганом Китановић из Железничко-техничке школе, те Ристом Михићем, 2016. у Петој београдској гимназији са члановима драмских секција -Пете београдске гимназије, Електротеатра и драмаца из Железничко техничке школе;
- „Јазавац пред судом“ - 2017. у Петој београдској гимназији са тамошњом драмском секцијом;
- „Три професорке Прве женске гимназије“ - 2017. у Петој београдској гимназији са тамошњом драмском секцијом;
- „Пакао и рај уметности“ - 2018. у Петој београдској гимназији са тамошњом драмском секцијом;
- „Борина чорба“ - 2018. у Петој београдској београдској гимназији са тамошњом драмском секцијом;
- Микулаш - 2018.у Чешкој беседи Београд са члановима Чешког позоришта у Београду;
- "Љубав и завет" -2019. у Петој београдској гимназији са тамошњом драмском секцијом;
- „Девојке на узди“-2019. у Чешкој беседи Београд са члановима Чешког позоришта у Београду;
- "Тролејбус" -2020. у Чешкој беседи Београд са члановима Чешког позоришта у Београду;
- "Својост" - 2020. у Петој београдској гимназији са тамошњом драмском секцијом;
- "Десанка"- 2021. у Петој београдској гимназији са члановима драмске секције Пете и „Позоришта разних”
- "Сав тај секс" - 2021. у Петој београдској гимназији са тамошњом драмском секцијом и "Позориштем разних";
- „Друмски резови” - 2024. Позориште разних;

## Музичка активност
Од 2002. године предводи музички састав „Ораси”, организује рад бенда ђака Пете београдске гимназије-„Кестени”, а формирао је и групе — „Лешници” и „Бадеми”. Сарађује као музичар, текстописац и организатор музичких догађаја с’ још неколико музичких група.
Групу „Ораси” тренутно чине: Растко Јевтовић (глас, усна хармоника), Сандра Трпковић (глас) Аца Трубарац (гитара), Василије Домазет (бас и помоћни глас), док су бубњари: Влада Ђекић и Милош Дилкић. Недавно су се "Орасима" придружиле: Данијела Божичковић у својству казивача поезије, те Миодраг Фантовски у својству техничког лица.
Концепт деловања „Ораха” је сав у знаку броја 3. Наиме, деловање „Ораха” повезује три уметности: музику, књижевност и драмску уметност. Што се тиче споја прве две поменуте уметности, треба рећи да је један, најпознатији блок песама „Ораха” назван књижевничким. Наиме, Растко Јевтовић, и сам професор српског језика и књижевности, одабрао је по једну песму десеторо великих српских песника двадесетог века и начинио најпре 8 аранжмана сам, а два заједно са гитаристом Ацом Трубарцем. Касније су начињена још три аранжмана, два је начинио Растко, сам, а један – с Ацом. Басиста Василије је приложио два аранжмана. Тако да су тројица аутора аранжмана у књижевничком блоку "Ораха". Осим овог, постоје још два блока: ауторски и обраде. Што се тиче драмске књижевности, она се у деловању „Ораха” појављује у виду сценског наступа групе. Осим тога и само рецитовање песама из књижевничког блока, које такође носи са собом драмски моменат. Најзад, и разне сценске пропратне радње, неуобичајене за наступе рок група, као што је осликавање платна за време музицирања, чине драмско деловање „Ораха”.
Друго „тројство” концепта „Ораха” се огледа у постојању три блока песама. Књижевнички блок чине следеће песме:
1. „Младост” - Милутин Бојић
2. "Нирвана" - Владислав Петковић Дис
3. „Ивицом Поовог Гаврана” – Растко Петровић
4. „Сутон” – Момчило Настасијевић
5. „Љубав” – Милош Црњански
6. „О праштању” – Десанка Максимовић
7. „Одјекивање” – Васко Попа
8. „Треба поново пронаћи наду”- Миодраг Павловић
9. „Црни јамб сна”- Бранко Миљковић
10. „Цетиње” – Матија Бећковић
11. „Записи о црном Владимиру” – Стеван Раичковић
12. „Ибар” – Слободан Ракитић
13. „Аve maris stella” – Иван В. Лалић
14. „Дунав” – Милосав Тешић
15. „Дитирамб” - Андреј јелић Мариоков

Други блок песама чине такозване посрбљенице. То су песме, које су заправо аранжмански преузети чувени страни рок и евергрин стандарди. Нови текст, а не препев, за све од десет ових песама начинио је Растко Јевтовић. И трећи блок песама је ауторски. То је, за сада, скуп од десетак песама чији је аутор Растко Јевтовић.
Најзад, треће „тројство” на чему се базирa рад „Ораха” је коришћење три медија за пласман наших садржаја: то су музички и видео клипови, који су се, до сада, најчешће преносили умреженим телефонима, затим тескстови о нама који су излазили у штампи, а ту је интернет презентација.
После 18 година постојања "Ораси" објављују албум својих књижевничких композиција на стихове највећих српских лиричара 20. века, назван "Певана антологија"-10.3.2020. на свом сајту-orasi.site и на свом  youtube каналу с одредницом - orasigrupa, а нешто касније и у штампаном облику у издању Удружења наставника "Доситеј Обрадовић".
"Кестене" је Растко Јевтовић формирао 2011. као званични бенд ђака Пете београдске. Иако су у његовом чланству бивали и јесу, поред осталих, ђаци других београдских средњих и основних школа. Скоро сваке школске године промени се, делом или у целини, састав овог бенда. Тренутно делује његова седма гарнитура. На репертоару су чувени хитови страног и домаћег рока."Кестени" врло често наступају разним пригодама у Петој београдској гимназији, али и ван ње, а вежбају у просторији за музичке пробе у сутерену зграде Пете.
"Лешници" су терапеутски бенд кога чини неколико времешних рокера и један омладинац. На репертоару су им бројни хитови страног и домаћег рока. Не наступају јавно никад. Ко жели да их уживо чује или види, мора да дође на неку њихову пробу.
"Бадеми" су тезгарошки састав аморфног чланства, које претежно чине некадашњи чланови групе "Ораси". То су прекаљени музичари који свирају све и свашта. Рецимо, њихов истакнути члан је Зоран Лазаревић, мајстор хармонике и извођач народних песама. "Бадеми", осим на тезгама, свирају покаткад и на хуманитарним догађајима.